# Магн (узурпатор)
Магн (лат. Magnus; ? — 235 год) — римский узурпатор в 235 году.
Магн был сенатором и бывшим консулом. После смерти императора Александра Севера в сенате возникла неприязнь к новому императору Максимину Фракийцу. Группа офицеров и сенаторов под руководством Магна составили заговор с целью свержения Максимина. Их план был следующим: разрушить мост через Рейн, после того как Максимина проведёт по нему войска. Император был бы заблокирован на северном берегу Рейна в зависимости от германцев и тогда заговорщики собирались его убить. Но этот план был открыт, и все заговорщики были казнены. Возможна идентификация с претором эпохи Северов Гаем Петронием Магном.